# Sedum anglicum
Espèce
Classification phylogénétique
Sedum anglicum, encore appelé orpin anglais ou orpin d'Angleterre, est une espèce de plante vivace du genre Sedum de la famille des Crassulacées.

## Description

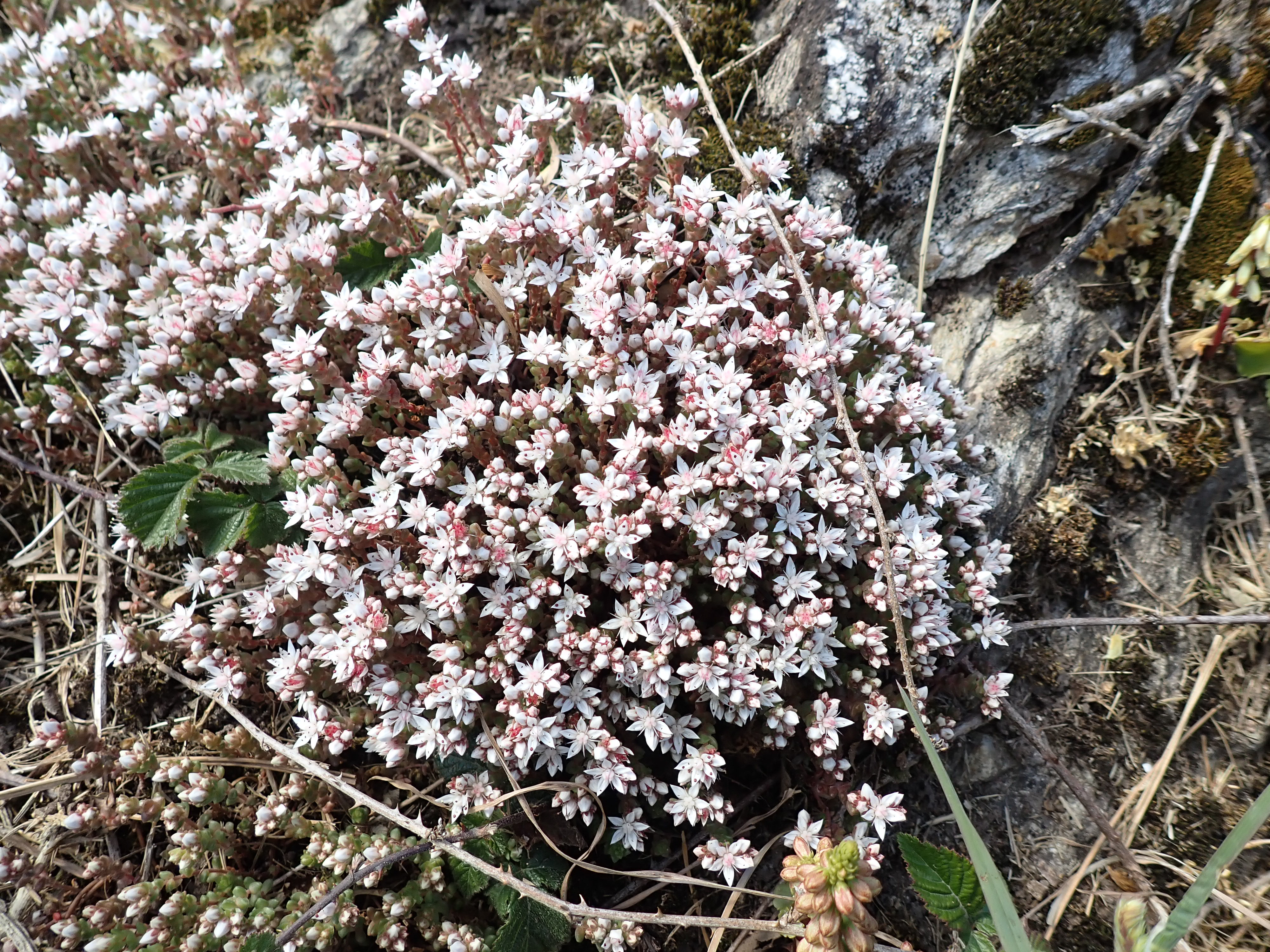
Touffe d'orpin d'Angleterre à Belle-Île-en-Mer.

Le Sedum anglicum est une petite plante grasse de 4 à 15 cm de haut. Les feuilles sont caulinaires, glabres, alternes de section ovoïde. La couleur est variable de vert à rose en fonction des  conditions hydriques de la plante.
La fleur subsessile en étoile de couleur blanche à rosée possède 10 étamines et 5 carpelles étalés.
Le fruit rouge est un follicule.
L'espèce est extrêmement polymorphe

## Distribution
Le Sedum anglicum est typiquement une plante de distribution océanique de l'Europe de l'ouest. Il est présent  du Portugal jusqu’en Grande-Bretagne, Suède et Norvège à des altitudes comprises entre 0 et 2300m.
En France, cette plante est présente dans tout l’Ouest : Corbières et Pyrénées, Hérault, Tarn, Sud du Massif Central, et remonte dans le Nord jusqu’au Calvados et Manche. Les localités les plus élevées se situent vers 1800m.
Le Sedum anglicum préfère les sols légèrement acides à neutres.

## Utilisation
Cet orpin fait partie des sédums utilisés pour végétaliser les toitures végétales.